# Orthoceras (molusco)
Orthoceras (del griego, orthos, recto y keras, cuerno; "cuerno recto") es un género extinto de moluscos cefalópodos cuya especie tipo, O. regulare, vivió en el Ordovícico hasta el Triásico, desapareciendo en la extinción masiva del Triásico-Jurásico. Este género se denomina a veces Orthoceratites, y a veces mal denominado como Orthocera u Orthocerus. Probablemente fue pariente del Cameroceras.

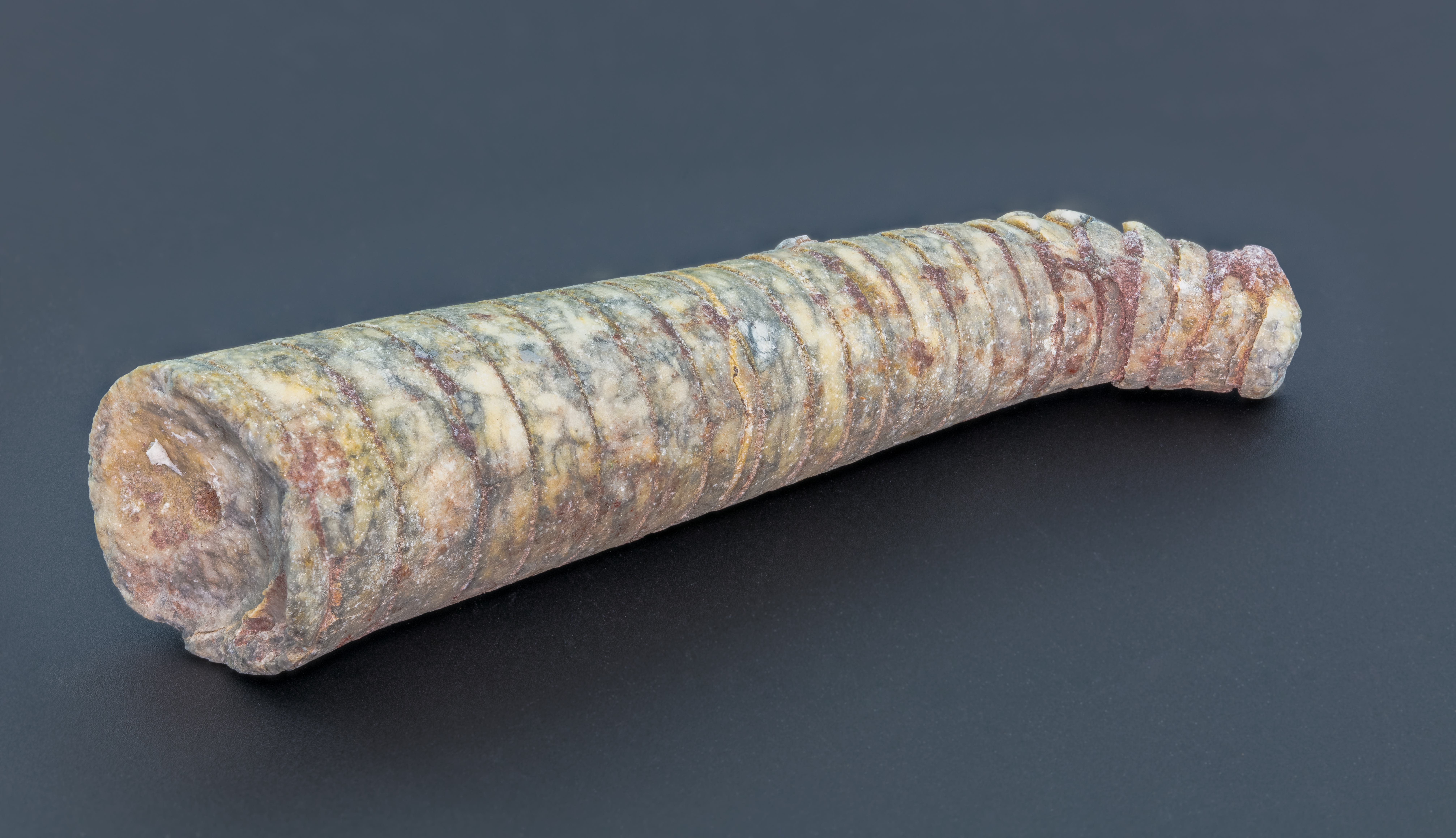
Fósil de Orthoceras.